# Cephalotes manni
Espèce
Synonymes
Cephalotes manni, est une espèce de fourmis arboricoles du genre Cephalotes.

## Distribution

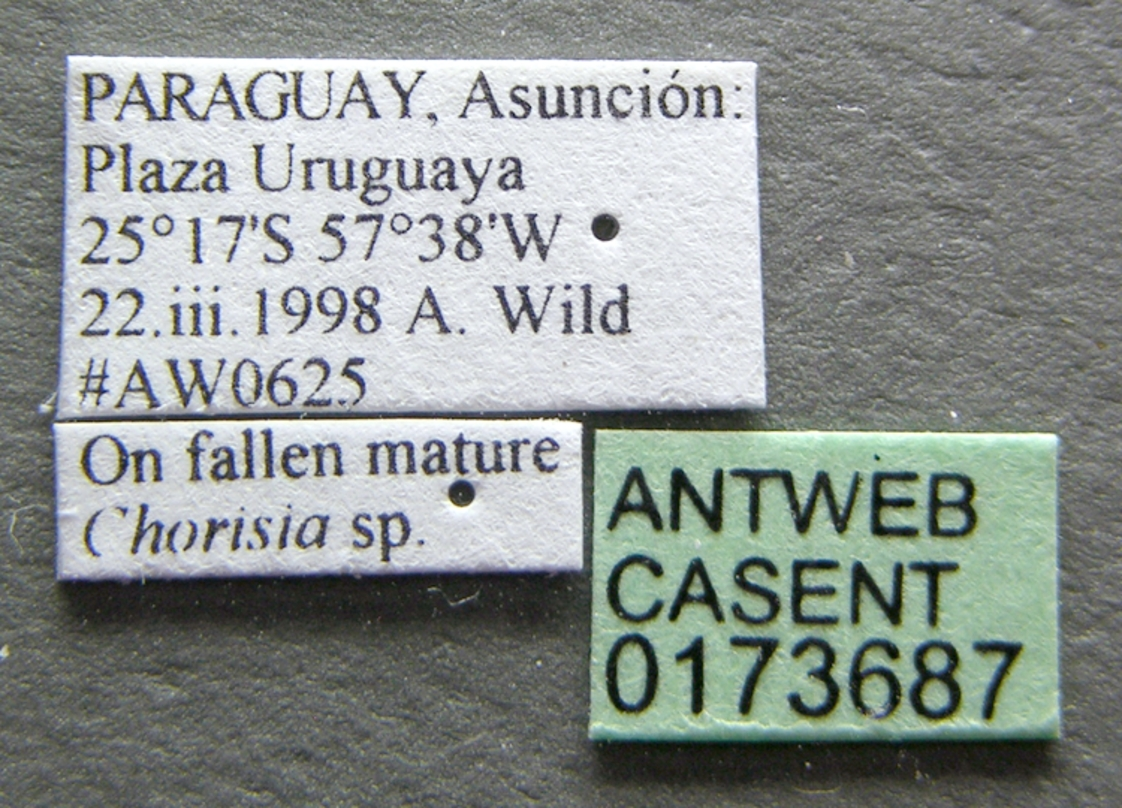
Géolocalisation du berceau de la découverte de Cephalotes maculatus.

Cette espèce est trouvée dans la majeure partie de la moitié nord de l'Amérique du Sud et en Amérique centrale, au Nicaragua.

## Description

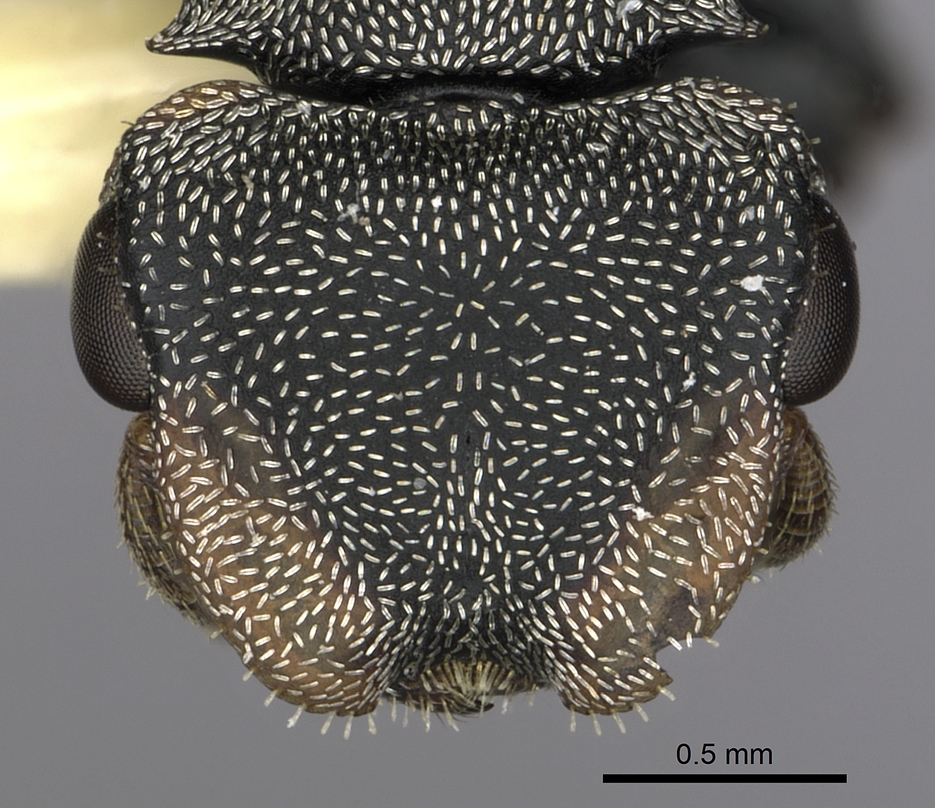
Tête de C. manni.

Comme les autres espèces du genre Cephalotes, elles sont caractérisées par l'existence de soldats spécialisés dotés d'une tête surdimensionnée et plate ainsi que des pattes plus plates et plus larges que leurs cousines terrestres. Elles peuvent ainsi se déplacer d'un arbre à un autre dans une forêt.
Elle fut décrite et classifiée pour la première fois par l'entomologiste brésilien Walter Wolfgang Kempf, en 1951.

## Publication originale
Diversity and Adaptation in the Ant Genus Cephalotes Past and Present (Hymenoptera, Formicidae)